# مفقودون: الجانب الآخر
مفقودون: الجانب الآخر (الكورية: 미씽: 그들이 있었다)؛ هو مسلسل تلفزيوني كوري جنوبي، عرض على قناة أو سي إن من 29 أغسطس إلى 11 أكتوبر 2020. عرض الموسم الثاني على قناة تي في إن في 19 ديسمبر الى 31 يناير 2023، يتم بثه كل يوم الإثنين والثلاثاء.

## نظرة عن السلسلة
| الموسم | الحلقات | الحلقات | نظرة عامة على السلسلة | نظرة عامة على السلسلة | نظرة عامة على السلسلة | نظرة عامة على السلسلة   | نظرة عامة على السلسلة |
| الموسم | الحلقات | الحلقات | بثت لأول مرة          | بثت آخر مرة           | التقييم               | معدل المشاهدة بالملايين | القناة                |
| ------ | ------- | ------- | --------------------- | --------------------- | --------------------- | ----------------------- | --------------------- |
| 1      | 12      | 12      | 29 أغسطس 2022         | 11 أكتوبر 2020        | 4.811%                | 0.786                   | أو سي إن              |
| 2      | 14      | 14      | 19 ديسمبر 2022        | 31 يناير 2023         | 5.902%                | 1.041                   | تي في إن              |

## القصة
تتحدث دراما “مفقودون: الجانب الآخر” عن قرية غامضة حيث تعيش فيها الأرواح. وتتبع القضايا التي تحدث فيها، والحقائق وراء هذه القضايا.

### الموسم 2
جونغدان هي قرية يقيم فيها المتوفون المفقودون، بما في ذلك كانغ اون سيل (لي جونغ اون) و أوه إيل يونغ (كيم دونغ هوي). في هذه الأثناء، يحاول كل من كيم ووك (كوو سوو) وجانغ بان سوك (هيو جون هو) وجونغ اه (سوو هي) والمحقق شين جون-هو (هاجون) العثور على جثث الأشخاص المفقودين ومطاردة الحقيقة وراء وفاتهم.

## طاقم
- جو سوو: في دور كيم ووك[7]
- هيو جون هو: في دور جانغ بان سوك[7]
- اهن سو هي: في دور لي جونغ أه[7]
- ها جون في دور شين جون هو[7]
- سيو ايون سوو : في دورتشوي ييو نا[7]
- سونغ جيون هي : في دور ثوماس[7]
- لي جونغ اون في دور كانغ اون سيل (الموسم 2)[9]
- كيم دونغ هوي في دور اوه ايل يونغ (الموسم 2)[9]
- تشوي ميونغ بن في دور مون بو را (الموسم 2)[10]
- لي جو ميونغ في دور جانغ مي[7]
- كيم تاي وو في دور نوه يون كو (ح9-14)[11]

## المشاهدات
| الموسم | الموسم | رقم الحلقة | رقم الحلقة | رقم الحلقة | رقم الحلقة | رقم الحلقة | رقم الحلقة | رقم الحلقة | رقم الحلقة | رقم الحلقة | رقم الحلقة | رقم الحلقة | رقم الحلقة | رقم الحلقة | رقم الحلقة | المتوسط |
| الموسم | الموسم | 1          | 2          | 3          | 4          | 5          | 6          | 7          | 8          | 9          | 10         | 11         | 12         | 13         | 14         | المتوسط |
| ------ | ------ | ---------- | ---------- | ---------- | ---------- | ---------- | ---------- | ---------- | ---------- | ---------- | ---------- | ---------- | ---------- | ---------- | ---------- | ------- |
|        | 1      | 440        | 578        | 815        | 956        | 897        | 987        | 772        | 954        | 913        | 927        | 922        | 1257       | غ/م        | غ/م        | 786     |
|        | 2      | 890        | 1055       | 934        | 1042       | 1012       | 1027       | 995        | 1053       | 1019       | 1107       | 941        | 1013       | 1126       | 1361       | 1041    |

### الموسم 1
| الحلقات | تاريخ البث     | تقييمات (نيلسن كوريا) | تقييمات (نيلسن كوريا) |
| الحلقات | تاريخ البث     | على الصعيد الوطني     | سيئول                 |
| ------- | -------------- | --------------------- | --------------------- |
| 1       | 29 أغسطس 2020  | 1.657%                | غ/م                   |
| 2       | 30 أغسطس 2020  | 2.510%                | 2.623%                |
| 3       | 5 سبتمبر 2020  | 3.003%                | 3.573%                |
| 4       | 6 سبتمبر 2020  | 3.490%                | 3.616%                |
| 5       | 12 سبتمبر 2020 | 3.290%                | 3.683%                |
| 6       | 13 سبتمبر 2020 | 3.757%                | 3.866%                |
| 7       | 26 سبتمبر 2020 | 2.992%                | 2.890%                |
| 8       | 27 سبتمبر 2020 | 3.847%                | 3.852%                |
| 9       | 3 أكتوبر 2020  | 3.153%                | 3.241%                |
| 10      | 4 أكتوبر 2020  | 3.525%                | 3.483%                |
| 11      | 10 أكتوبر 2020 | 3.403%                | 3.831%                |
| 12      | 11 أكتوبر 2020 | 4.811%                | 4.508%                |
| المتوسط | المتوسط        | 3.287%                | —                     |

### الموسم 2
| الحلقات | تاريخ البث     | تقييمات (نيلسن كوريا) | تقييمات (نيلسن كوريا) |
| الحلقات | تاريخ البث     | على الصعيد الوطني     | سيئول                 |
| ------- | -------------- | --------------------- | --------------------- |
| 1       | 19 ديسمبر 2022 | 3.735%                | 4.246%                |
| 2       | 20 ديسمبر 2022 | 4.073%                | 4.023%                |
| 3       | 26 ديسمبر 2022 | 4.399%                | 5.130                 |
| 4       | 27 ديسمبر 2022 | 4.544%                | 4.848%                |
| 5       | 2 يناير 2023   | 4.667%                | 5.326%                |
| 6       | 3 يناير 2023   | 4.443%                | 5.054%                |
| 7       | 9 يناير 2023   | 4.421%                | 5.163%                |
| 8       | 10 يناير 2023  | 4.454%                | 4.538%                |
| 9       | 16 يناير 2023  | 4.265%                | 4.576%                |
| 10      | 17 يناير 2023  | 4.592%                | 4.920%                |
| 11      | 23 يناير 2023  | 3.783%                | 3.877%                |
| 12      | 24 يناير 2023  | 3.975%                | 3.809%                |
| 13      | 30 يناير 2023  | 4.811%                | 4.508%                |
| 14      | 31 يناير 2023  | 5.902%                | 6.459%                |
| متوسط   | متوسط          | 4.441%                | 4.804%                |

## البث الدولي
- المسلسل متاح على iQIYI مع ترجمة متعددة اللغات في جنوب شرق آسيا وتايوان.
- تم بثه في ماليزيا على TV3 (ماليزيا) بدأ في مايو 2021.

## الإنتاج
- تخطيط عام : لي ميونغ هان (ج1) هونغ كي سونغ (ج2)- من قسم (CJ ENM)[15]
- تخطيط الإنتاج : كيم يونغ كيو & كانغ بيوم كوو (S.D)[15]
- فريق الانتاج : مايس إنترتاينمنت (ج1-2) دوو-فريم (ج2)[15]
- كتابة وإخراج : السلسلة من تأليف بان جي ري و جيونغ سو يونغ[15]
- موسيقي : بارك سي جون (ج1-2)[16]

## روابط خارجية
- الموقع الرسمي
 (بالكورية)
- مفقودون: الجانب الآخر على هانسينما
- مفقودين: الجانب الآخر على iQIYI
- مفقودون: الجانب الآخر على موقع IMDb (الإنجليزية)
- مفقودون: الجانب الآخر على موقع نتفليكس (الإنجليزية)
- مفقودون: الجانب الآخر على موقع كينوبويسك (الروسية)
- مفقودون: الجانب الآخر على موقع قاعدة بيانات الفيلم (الإنجليزية)